# Marii Hasegawa
Marii Hasegawa (Hiroshima, 7 de septiembre de 1918 – Massachusetts, 1 de julio de 2012) fue una activista por la paz japonesa, conocida por sus cincuenta años de trabajo con la Liga Internacional de Mujeres por la Paz y la Libertad, que presidió durante la Guerra de Vietnam.

## Trayectoria
Hasegawa nació en Hiroshima, Japón. Su familia se mudó a Estados Unidos en 1919, después de que su padre, un sacerdote budista, fuera destinado a prestar servicio a los budistas de California. Se graduó en la Universidad de California en Berkeley, con una licenciatura en economía doméstica en 1938.
En 1942, Hasegawa y su familia fueron internados en el Centro de Reubicación de Guerra Topacio por el Gobierno de los Estados Unidos. Fueron confinados allí por la fuerza durante tres años. En 1945 la familia fue liberada y se mudó a Filadelfia.
Mientras estaba en Filadelfia, Hasegawa comenzó a trabajar con la Liga Internacional de Mujeres por la Paz y la Libertad (WILPF, por sus siglas en inglés), una organización no gubernamental pacifista que se había opuesto con vehemencia al internamiento de estadounidenses de origen japonés y que ayudó a reubicar y readaptarse a los japoneses liberados. Hasegawa desempeñó diversos roles dentro de WILPF durante los siguientes 50 años, como presidenta de su Comité de Membresía y Extensión de 1960 a 1965, consultora de comités de 1965 a 1968 y presidenta nacional de 1971 a 1975, coincidiendo con la Guerra de Vietnam. Hasegawa organizó protestas contra la guerra y encabezó una delegación de paz en Vietnam del Norte.
Se mudó a South Hadley, Massachusetts, en 2001, donde continuó trabajando activamente por la paz y la cooperación interreligiosa hasta su muerte, el 1 de julio de 2012. 

## Reconocimientos
Hawegawa recibió el Premio de la Paz Niwano en 1996. Fue nombrada una de las Mujeres de Virginia en la Historia de la Biblioteca de Virginia en 2018.